# Moriteru Uešiba
Moriteru Uešiba (植芝守央, Ueshiba Moriteru, * 2. dubna 1951) je japonský mistr aikida. Je vnukem Moriheie Uešiby, zakladatele aikido, a synem Kišomaru Uešiby. Moriteru Uešiba je třetí a aktuální Došu (dědičná pozice vůdce stylu) Aikikai.

## Životopis
Uešiba se narodil 2. dubna 1951 v Tokiu v Japonsku. Při vzpomínce na své dětství během rozhovoru v roce 2004 řekl: „Poprvé, když jsem měl na sobě uniformu aikida, jsem byl v první třídě základní školy. Ale moje rodina mně keiko (trénink) nenutila, trénoval jsem, když jsem na to měl chuť. Začal jsem vážně trénovat ve svých středoškolských letech. Mým záměrem tehdy bylo stát se nástupcem svého otce a zachovat dědictví Kaisoa (zakladatele) pro budoucnost.“
V roce 1976 Uešiba promoval na univerzitě Meidži Gakuin s titulem v oboru ekonomie. V roce 1996 převzal pozici Dodžocho (ředitel/majitel) Aikikai Hombu Dodžo. V roce 1997 navštívil Irsko. Titul Došu převzal 4. ledna 1999, po smrti svého otce Kišomaru Uešiby. V lednu 2006, při 40. výročí Aikikai Australia, Uešiba navštívil a učil v Austrálii.
Uešiba napsal knihy: Best Aikido: The fundamentals (2002, spoluautor se svým otcem Kišomaru Uešibou), The Aikido master course: Best Aikido 2 (2003),  a Progressive Aikido: The essential elements (2005).
Podle systému iemoto se očekává, že jej jako Doshu bude následovat jeho syn Micuteru Uešiba, kterému se pak říká waka sensei (mladý sensei). Takto se dříve říkalo Moriteru Uešibovi a Kišomaru Uešibovi.